# Cotesia sericea
Cotesia sericea är en stekelart som först beskrevs av Christian Gottfried Daniel Nees von Esenbeck 1834.  Cotesia sericea ingår i släktet Cotesia och familjen bracksteklar. Arten är reproducerande i Sverige. Inga underarter finns listade i Catalogue of Life.